# 6P/d'Arrest
6P/d'Arrest (también conocido como cometa d'Arrest') es un cometa periódico del sistema solar, orbita entre Marte y Júpiter. Pasó a cincuenta y tres millones de kilómetros de la Tierra, cerca de una tercera parte de la distancia entre la Tierra y el Sol, el 9 de agosto de 2008. 
En 1991, Andrea Carusi y Giovanni B. Valsecchi del (Instituto de Astrofísica Spaziale, Roma), y Lubor Kresák y Margita Kresáková (Instituto Astronómico Eslovaco, Bratislava) de forma independiente sugirieron que este cometa fue el mismo observado por Philippe de la Hire en 1678.
El tamaño del núcleo del cometa se estima en 3,2 km de diámetro.